# Овода
Ово̀да (на италиански и на сардински: Ovodda) е село и община в Южна Италия, провинция Нуоро, автономен регион и остров Сардиния. Разположено е на 751 m надморска височина. Населението на общината е 1689 души (към 2010 г.).